# کونوپکی-اویسسا
کونوپکی-اویسسا (به لهستانی:  Konopki-Awissa) یک روستا در لهستان است که در گمینا راجووو واقع شده‌است.